# Durio dulcis
Durio dulcis är ett relativt stort träd i släktet durio, som kan bli upp mot 40 meter högt. Fruktens skal är mörkrött till brunrött, och täckt med 1 ½-2 centimeter långa taggar. Fruktets kött är mörkgult, tunt och smakar karamell, med en lätt terpentindoft. Fruktens smak anses vara bland de sötaste av durianfrukterna.